# Dubbelstad
Een dubbelstad is een nederzettingsvorm die bestaat uit twee steden die elk gedurende een zeker tijdvak een verschillende ontwikkeling hebben doorgemaakt.

## Klassieke betekenis
Het kan hierbij gaan om steden die ontstaan zijn op tegenover elkaar liggende oevers van een rivier, al dan niet in combinatie met een verschillende bestuurlijke structuur. In het feodale tijdperk kon er bijvoorbeeld sprake zijn van twee verschillende heerlijkheden, ofwel een deel van de stad dat door een graaf of hertog werd bestuurd, en een ander deel dat bezit was van een abdij, zoals bij Kerkrade en Herzogenrath het geval was.
In de 19e en 20e eeuw konden bovendien door veranderende politieke omstandigheden de staatsgrenzen zich zodanig wijzigen dat een stad, die ooit een bestuurlijke eenheid vormde, ineens in twee verschillende landen kwam te liggen. Dit is het geval met het, tegenwoordig Poolse, Słubice, dat ooit een voorstad van het Duitse Frankfurt (Oder) was.
In het geval van Oost-Berlijn en West-Berlijn was er sprake van één stad die, vanwege politieke oorzaken, enkele decennia in twee staten kwam te liggen. Dit was echter geen dubbelstad, maar veeleer een gedeelde stad. Berlijn bestaat overigens wel degelijk uit meerdere kernen die naar elkaar zijn toegegroeid. De kern van Berlijn was feitelijk een dubbelstad, bestaande uit Alt-Berlin en Cölln.
Soms groeiden de verschillende kernen zodanig samen dat men van één stad spreekt: Londen kende en kent bijvoorbeeld de City of Westminster en de City of London.
Verdere voorbeelden van dubbelsteden zijn: Bielsko-Biała en Boedapest.

## Moderne betekenis
Tegenwoordig heeft het begrip "dubbelstad" nog een andere betekenis gekregen. In het streven naar schaalvergroting wordt soms getracht om twee steden die geografisch op enige afstand van elkaar liggen, toch samen te brengen in een enkel bestuurlijk kader. Zo spreekt men van de dubbelstad Amsterdam-Almere en de dubbelstad Hengelo-Enschede. Ook tussen Groningen en Assen, en tussen Eindhoven en Helmond, werd wel getracht een dergelijke band te smeden.